# 小沢隆一
小沢 隆一（おざわ りゅういち、1959年 - ）は、日本の憲法学者。東京慈恵会医科大学名誉教授。 日本財政法学会理事、元民主主義科学者協会法律部会副理事長。

## 来歴・人物
- 護憲派として各地で講演活動を行う。一橋大学大学院法学研究科では杉原泰雄の指導を受け[3]、専門の憲法の他、フランス第三共和制時の議会の研究や選挙制度に関する研究もしている。
- 2015年7月13日、衆院平和安全法制特別委員会において、「憲法9条のもとでは個別的、集団的問わず、自衛権の行使のためであっても、戦争や武力の行使はできない」などと主張[4]。
- 民主主義科学者協会法律部会元副理事長[5]。
- 特定秘密の保護に関する法律に反対する声明 呼びかけ人[6]。
- 2020年には菅義偉内閣総理大臣より日本学術会議会員任命を拒否され、「到底承服しがたい」とし[7]、立憲民主党などの野党合同ヒアリングで反発の意思を示した[8][9]。

## 略歴
- 1983年 一橋大学法学部卒業[10]
- 1990年 一橋大学大学院法学研究科博士課程単位取得[11]
- 1990年 静岡大学人文学部助教授
- 2000年 静岡大学人文学部教授
- 2006年 東京慈恵会医科大学教授[12]
- 2008年 日本学術会議連携会員[13][14]
- 2014年 参議院憲法審査会参考人[15]
- 2019年 全国憲法研究会代表（2021年まで）[16]

## 著書
- 『予算議決権の研究 : フランス第三共和制における議会と財政』　（弘文堂、1995年） ISBN 4335351542
- 『現代日本の法 : 「改革」を問う』（法律文化社、2000年） ISBN 4589024373
- （渡辺治、三輪隆と共編著）『戦争する国へ有事法制のシナリオ』（旬報社、2002年） ISBN 4845107503
- 『ほんとうに憲法「改正」していいのか?』（学習の友社、2002年） ISBN 4761712171
- 『はじめて学ぶ日本国憲法』（大月書店、2005年）　ISBN 4272240129
- （志田なや子、小松浩、井口秀作と共著）『ここがヘンだよ日本の選挙』（学習の友社、2007年） ISBN 9784761712327
- （中里見博、清水雅彦、塚田哲之、多田一路、植松健一と共著） 『クローズアップ憲法』（法律文化社、2008年／2012年新版、2017年第3版） ISBN 9784589030870
- （丸山重威と共編）『民主党政権下の日米安保』（花伝社、2011年） ISBN 9784763405944
- （坂本修、上脇博之と共著）『国会議員定数削減と私(わたし)たちの選択』（新日本出版社、2011年） ISBN 9784406054775
- 『憲法を学び、活かし、守る : 強まる危機に立ち向かう』（学習の友社、2013年） ISBN 9784761704247
- （田中隆、山口真美と共編）『市民に選挙をとりもどせ！』（大月書店、2013年） ISBN 9784272211067
- （榊原秀訓と共編著）『安倍改憲と自治体 : 人権保障・民主主義縮減への対抗』（自治体研究社、2014年） ISBN 9784880376165
- （渡辺治、山形英郎、浦田一郎、君島東彦と共著）『集団的自衛権容認を批判する』（日本評論社、2014年） ISBN 9784535408456
- （鈴木亜英、山田敬男、小田川義和、杉井静子、鈴木猛、三澤麻衣子と共著）『共謀罪vs国民の自由 : 監視社会と暴走する権力』（学習の友社、2017年） ISBN 9784761704261
- （山田敬男、杉井静子と共編著）『変えてはいけない憲法9条 : Q&Aで疑問にこたえる』（学習の友社、2018年） ISBN 9784761704278